# Campeonato de Apertura de la Asociación de Football de Santiago 1932
El Campeonato de Apertura de la Asociación de Football de Santiago 1932 fue una edición de la antigua copa doméstica de la Asociación de Football de Santiago, competición de fútbol de carácter oficial y amateur de la capital de Chile, correspondiente a la temporada 1932. Se jugó desde el 3 de abril hasta el 21 de agosto de 1932.
Su organización estuvo a cargo de la Asociación de Football de Santiago y contó con la participación de los ocho equipos de la División de Honor. La competición se jugó bajo el sistema de eliminación directa, en partidos únicos.
El campeón fue Audax Italiano, que, con una victoria por 5-1 ante Magallanes en la final, se adjudicó el título del Campeonato de Apertura de la Asociación de Football de Santiago.

## Reglamento de juego
La competición se jugó bajo el sistema de eliminación directa, en partidos únicos, hasta dejar a un único competidor que resultaba campeón.

## Equipos participantes

### Información de los clubes
| Equipo                   | Ciudad            |
| ------------------------ | ----------------- |
| Audax Italiano           | Santiago de Chile |
| Santiago Badminton       | Santiago de Chile |
| Colo-Colo                | Santiago de Chile |
| Green Cross              | Santiago de Chile |
| Liverpool Wanderers      | Santiago de Chile |
| Magallanes               | Santiago de Chile |
| Santiago National        | Santiago de Chile |
| Unión Deportiva Española | Santiago de Chile |

## Resultados
|  | Cuartos de final    | Cuartos de final |                   |                | Semifinales | Semifinales |  |                | Final        | Final        |  |
|  | 3 de abril          | 3 de abril       |                   |                |             |             |  |                | 21 de agosto | 21 de agosto |  |
|  |                     |                  |                   |                |             |             |  |                |              |              |  |
|  |                     |                  |                   |                |             |             |  |                |              |              |  |
|  | Audax Italiano      | 11               |                   |                |             |             |  |                |              |              |  |
|  | Audax Italiano      | 11               |                   |                |             |             |  |                |              |              |  |
|  | Liverpool Wanderers | 0                |                   |                |             |             |  |                |              |              |  |
|  | Liverpool Wanderers | 0                |                   | Audax Italiano | 4           |             |  |                |              |              |  |
|  |                     |                  |                   | Audax Italiano | 4           |             |  |                |              |              |  |
|  |                     |                  | U. D. Española    | 4              |             |             |  |                |              |              |  |
|  | Colo-Colo           | 0                | U. D. Española    | 4              |             |             |  |                |              |              |  |
|  | Colo-Colo           | 0                |                   |                |             |             |  |                |              |              |  |
|  | U. D. Española      | 1                |                   |                |             |             |  |                |              |              |  |
|  | U. D. Española      | 1                |                   |                |             |             |  | Audax Italiano | 5            |              |  |
|  |                     |                  |                   |                |             |             |  | Audax Italiano | 5            |              |  |
|  |                     |                  | Magallanes        | 1              |             |             |  |                |              |              |  |
|  | Magallanes          | 1                | Magallanes        | 1              |             |             |  |                |              |              |  |
|  | Magallanes          | 1                |                   |                |             |             |  |                |              |              |  |
|  | Santiago Badminton  | 0                |                   |                |             |             |  |                |              |              |  |
|  | Santiago Badminton  | 0                |                   | Magallanes     | 3           |             |  |                |              |              |  |
|  |                     |                  |                   | Magallanes     | 3           |             |  |                |              |              |  |
|  |                     |                  | Santiago National | 2              |             |             |  |                |              |              |  |
|  | Santiago National   | 5                | Santiago National | 2              |             |             |  |                |              |              |  |
|  | Santiago National   | 5                |                   |                |             |             |  |                |              |              |  |
|  | Green Cross         | 1                |                   |                |             |             |  |                |              |              |  |
|  | Green Cross         | 1                |                   |                |             |             |  |                |              |              |  |
|  |                     |                  |                   |                |             |             |  |                |              |              |  |

## Final
|       | POR | Azerman           |  |
|       | DEF | Salinas           |  |
|       | DEF | Max Fischer       |  |
|       | MED | Óscar Bustos      |  |
|       | MED | Guillermo Riveros |  |
|       | MED | Guillermo Gornall |  |
|       | DEL | Chiponti          |  |
|       | DEL | Gino Iacoponi     |  |
|       | DEL | Moisés Avilés     |  |
|       | DEL | Carlos Giudice    |  |
|       | DEL | Tomás Ojeda       |  |
| D. T. |     |                   |  |

|       | POR | Campos   |  |
|       | DEF | Saavedra |  |
|       | DEF | Peña     |  |
|       | MED | Zapata   |  |
|       | MED | Jeria    |  |
|       | MED | Córdova  |  |
|       | DEL | Lamas    |  |
|       | DEL | Carmona  |  |
|       | DEL | Jerez    |  |
|       | DEL | Ortiz    |  |
|       | DEL | González |  |
| D. T. |     |          |  |

| 20' · 25' · | Tomás Ojeda Gino Iacoponi Tomás Ojeda Gino Iacoponi Guillermo Riveros | 1-0 2-0 3-0 4-1 5-1 |

| 46' | Ortiz | 3-1 |

| Principal | Olivares |

|       | POR | Azerman           |  |
|       | DEF | Salinas           |  |
|       | DEF | Max Fischer       |  |
|       | MED | Óscar Bustos      |  |
|       | MED | Guillermo Riveros |  |
|       | MED | Guillermo Gornall |  |
|       | DEL | Chiponti          |  |
|       | DEL | Gino Iacoponi     |  |
|       | DEL | Moisés Avilés     |  |
|       | DEL | Carlos Giudice    |  |
|       | DEL | Tomás Ojeda       |  |
| D. T. |     |                   |  |

|       | POR | Campos   |  |
|       | DEF | Saavedra |  |
|       | DEF | Peña     |  |
|       | MED | Zapata   |  |
|       | MED | Jeria    |  |
|       | MED | Córdova  |  |
|       | DEL | Lamas    |  |
|       | DEL | Carmona  |  |
|       | DEL | Jerez    |  |
|       | DEL | Ortiz    |  |
|       | DEL | González |  |
| D. T. |     |          |  |

| 20' · 25' · | Tomás Ojeda Gino Iacoponi Tomás Ojeda Gino Iacoponi Guillermo Riveros | 1-0 2-0 3-0 4-1 5-1 |

| 46' | Ortiz | 3-1 |

| Principal | Olivares |

|       | POR | Azerman           |  |
|       | DEF | Salinas           |  |
|       | DEF | Max Fischer       |  |
|       | MED | Óscar Bustos      |  |
|       | MED | Guillermo Riveros |  |
|       | MED | Guillermo Gornall |  |
|       | DEL | Chiponti          |  |
|       | DEL | Gino Iacoponi     |  |
|       | DEL | Moisés Avilés     |  |
|       | DEL | Carlos Giudice    |  |
|       | DEL | Tomás Ojeda       |  |
| D. T. |     |                   |  |

|       | POR | Campos   |  |
|       | DEF | Saavedra |  |
|       | DEF | Peña     |  |
|       | MED | Zapata   |  |
|       | MED | Jeria    |  |
|       | MED | Córdova  |  |
|       | DEL | Lamas    |  |
|       | DEL | Carmona  |  |
|       | DEL | Jerez    |  |
|       | DEL | Ortiz    |  |
|       | DEL | González |  |
| D. T. |     |          |  |

| 20' · 25' · | Tomás Ojeda Gino Iacoponi Tomás Ojeda Gino Iacoponi Guillermo Riveros | 1-0 2-0 3-0 4-1 5-1 |

| 46' | Ortiz | 3-1 |

| Principal | Olivares |

|       | POR | Azerman           |  |
|       | DEF | Salinas           |  |
|       | DEF | Max Fischer       |  |
|       | MED | Óscar Bustos      |  |
|       | MED | Guillermo Riveros |  |
|       | MED | Guillermo Gornall |  |
|       | DEL | Chiponti          |  |
|       | DEL | Gino Iacoponi     |  |
|       | DEL | Moisés Avilés     |  |
|       | DEL | Carlos Giudice    |  |
|       | DEL | Tomás Ojeda       |  |
| D. T. |     |                   |  |

|       | POR | Campos   |  |
|       | DEF | Saavedra |  |
|       | DEF | Peña     |  |
|       | MED | Zapata   |  |
|       | MED | Jeria    |  |
|       | MED | Córdova  |  |
|       | DEL | Lamas    |  |
|       | DEL | Carmona  |  |
|       | DEL | Jerez    |  |
|       | DEL | Ortiz    |  |
|       | DEL | González |  |
| D. T. |     |          |  |

| 20' · 25' · | Tomás Ojeda Gino Iacoponi Tomás Ojeda Gino Iacoponi Guillermo Riveros | 1-0 2-0 3-0 4-1 5-1 |

| 46' | Ortiz | 3-1 |

| Principal | Olivares |